# Кухтуй
Кухтуй — река в Охотском районе Хабаровского края, Россия. Длина реки — 384 км. Площадь водосборного бассейна — 8610 км². Впадает в Охотское море.
Высота истока — 1617 м над уровнем моря.
В водах реки нерестится кижуч.
По данным государственного водного реестра России относится к Амурскому бассейновому округу. Код водного объекта 20010000112119000150970.

## Притоки
Объекты перечислены по порядку от устья к истоку.
- 2 км: Хайбас
- 6 км: Кунан
- 9 км: Горячая
- 22 км: Гусинка
- 23 км: река без названия
- 35 км: река без названия
- 36 км: Улкан
- 39 км: река без названия
- 41 км: Анычан
- 48 км: Озерный
- 51 км: Нерикан
- 55 км: река без названия
- 64 км: река без названия
- 69 км: Муронья
- 76 км: река без названия
- 81 км: Колгычан
- 86 км: река без названия
- 87 км: Хаканджа
- 92 км: Хумнак
- 110 км: Дели
- 115 км: Горн
- 120 км: Паутовая
- 131 км: Ханар (Хонар)
- 134 км: Сухой
- 138 км: Угрюмый
- 147 км: Веселый
- 180 км: Гадекчан
- 185 км: река без названия
- 207 км: река без названия
- 214 км: река без названия
- 228 км: Булкут
- 230 км: Дарпирчан
- 239 км: Кобзарь
- 245 км: Нярканджа
- 254 км: Дориби
- 254 км: Ягель
- 266 км: река без названия
- 267 км: Хоранджа
- 277 км: река без названия
- 282 км: Мар
- 291 км: река без названия
- 300 км: Эрга
- 308 км: Каран
- 315 км: Эсчан
- 338 км: Каньон
- 345 км: Доткиткан
- 350 км: Ходок
- 359 км: Охотничий
- 362 км: Светлый